# سیارک ۳۹۷۱

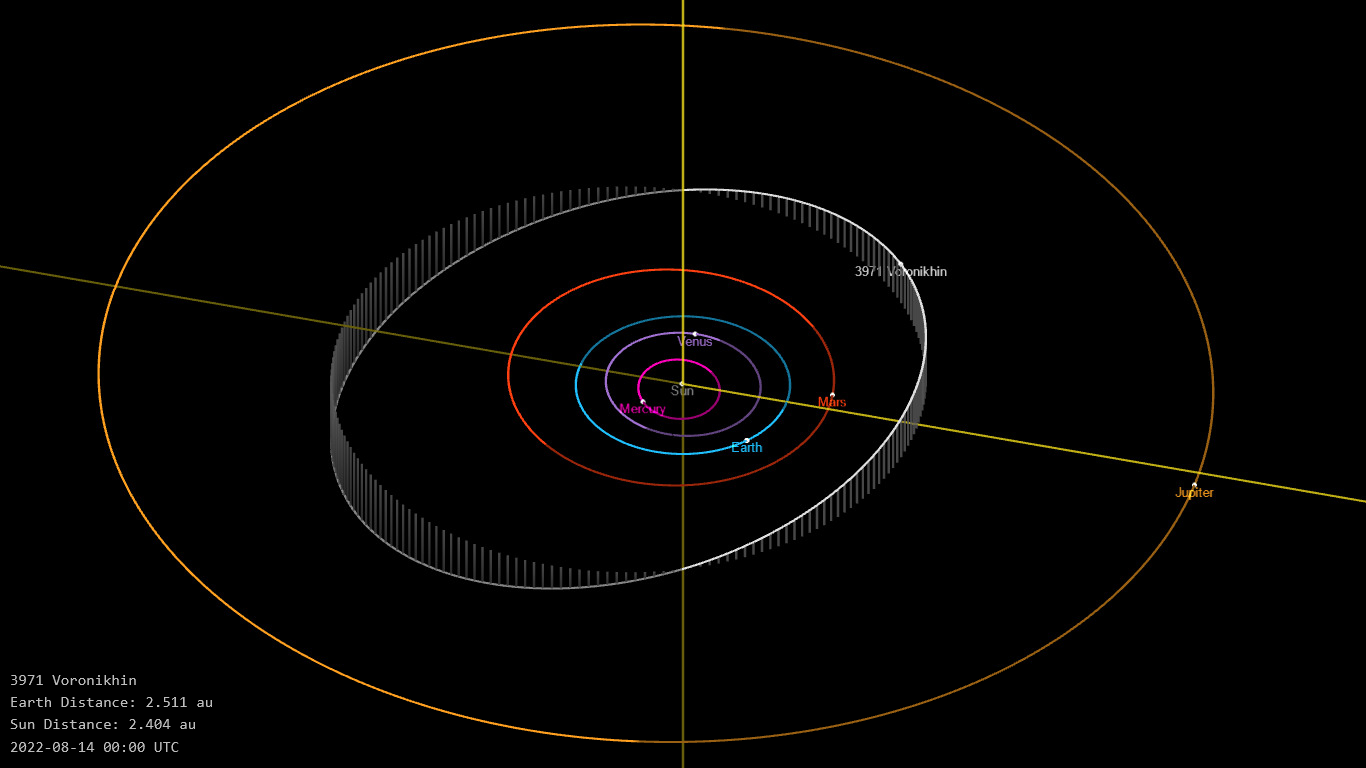
نگاره‌ای از محل سیارک ۳۹۷۱ در مدار - ۲۰۲۲

سیارک ۳۹۷۱ (به انگلیسی: 3971 Voronikhin، نامگذاری:1979YM8) سه هزار و نهصد و هفتاد و یکمین سیارک کشف شده‌است که در ۲۳ دسامبر ۱۹۷۹ کشف شد.
قدر مطلق سیارک برابر ۱۱٫۸۰ است.